# Leendert Marie Jonker

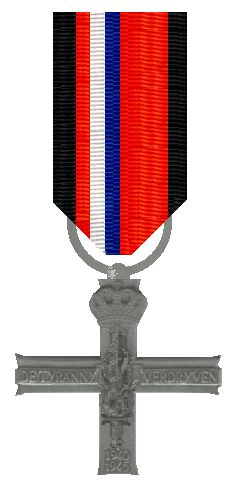
VHK

Leendert Marie Jonker (Haamstede, 22 maart 1915 - Renesse, 10 december 1944) was een Nederlandse verzetsstrijder tijdens de Tweede Wereldoorlog.

## Rol in verzet
Leendert Marie Jonker was metselaar te Haamstede en actief in het verzet. Hij nam deel aan het verzet vanuit zijn gereformeerde geloofsovertuiging.
Hij was betrokken bij de verzetsorganisatie "Landelijke organisatie voor hulp aan onderduikers" (de L.O.).

## Arrestatie en executie
In de nacht van 6 december 1944 werd hij gearresteerd door de Duitsers bij een poging met 16 anderen vanuit het bezette Schouwen-Duiveland met een mosselkotter met Engelse commando's over te steken naar het bevrijde Noord-Beveland.
Op 10 december 1944 werd Leendert Marie Jonker met negen andere verzetsstrijders, waaronder zijn broer Joost Pieter Jonker, opgehangen te Renesse. Ze worden de Tien van Renesse genoemd.
Twee andere broers Jonker werden gedwongen de lichamen van onder andere hun twee broers vlak na ophanging te aanschouwen.
Een maand na de dood van haar man beviel zijn weduwe van een zoon.